# Шевченково (Черкасская область)
Шевче́нково (укр. Шевченкове, до 1929 Кириловка, укр. Керелівка) — село в Звенигородском районе Черкасской области Украины.
Население по переписи 2001 года составляло 2802 человека. Занимает площадь 7,644 км². Почтовый индекс — 20214. Телефонный код — 4740.
В селе прошло детство Тараса Шевченко, его памяти посвящён расположенный здесь Литературно-мемориальный музей.
В селе родился Герой Советского Союза Григорий Скляр.

## Местный совет
20214, Черкасская обл., Звенигородский р-н, с. Шевченково